# (27829) 1994 BM4
1994 بي أم 4 (ويعرف أيضًا باسم (27829) 1994 بي أم 4 وفق تسمية الكوكب الصغير) (بالإنجليزية: 1994 BM4)‏ هو كويكب ضمن حزام الكويكبات؛ وترتيبه 27829 من حيث الاكتشاف.
اكتُشف هذا الجُرم الفلكي بواسطة Satoru Otomo ‏ في 21 يناير 1994.

## وصلات خارجية
- (27829) 1994 BM4 في قاعدة بيانات مختبر الدفع النفاث لأجرام النظام الشمسي الصغيرة

- الاكتشاف · مخطط المدار ·  العناصر المدارية · المعلمات المادية

- (27829) 1994 BM4 على موقع ويكي سكاي: DSS2, SDSS, GALEX, IRAS, Hydrogen α, X-Ray, Astrophoto, Sky Map, Articles and images